# Supercoppa italiana 1992
Supercoppa italiana 1992 byl pátý ročník soutěže o trofej Supercoppa italiana, tedy o italský fotbalový Superpohár. Střetly se v něm týmy Milán AC jakožto vítěz Serie A ze sezony 1991/92 a celek Parma AC, který se ve stejné sezoně (tj. 1991/92) stal vítězem italského fotbalového poháru Coppa Italia.
Zápas se odehrál 30. srpna 1992 v italském městě Milán na Stadio Giuseppe Meazza. Zápas vyhrál a po druhé získal tuhle trofej klub Milán AC.

## Detaily zápasu
| 30. srpen 1992 20:30 SELČ  |        |                  |                                                                           |
| AC Milán                   | 2 – 1  | Parma AC         | Stadio Giuseppe Meazza, Milán diváci: 30 102 rozhodčí: Pierluigi Pairetto |
| van Basten 14' Massaro 70' | Report | 45' (pen.) Melli | Stadio Giuseppe Meazza, Milán diváci: 30 102 rozhodčí: Pierluigi Pairetto |

| AC Milán | Parma AC |

| G             | 1  | Francesco Antonioli   |     |     |
| D             | 2  | Mauro Tassotti        |     |     |
| D             | 3  | Paolo Maldini         |     |     |
| C             | 4  | Demetrio Albertini    |     |     |
| D             | 5  | Alessandro Costacurta |     |     |
| D             | 6  | Franco Baresi         | 18' |     |
| C             | 7  | Gianluigi Lentini     |     |     |
| C             | 8  | Roberto Donadoni      |     |     |
| A             | 9  | Marco van Basten      |     |     |
| C             | 10 | Ruud Gullit           |     | 46' |
| A             | 11 | Jean-Pierre Papin     |     | 65' |
| Střídání:     |    |                       |     |     |
| C             | 14 | Alberico Evani        |     | 46' |
| A             | 16 | Daniele Massaro       |     | 65' |
| Trenér:       |    |                       |     |     |
| Fabio Capello |    |                       |     |     |

| G           | 1  | Cláudio Taffarel    |     |     |
| D           | 2  | Antonio Benarrivo   |     |     |
| D           | 3  | Alberto Di Chiara   |     |     |
| D           | 4  | Lorenzo Minotti     |     |     |
| D           | 5  | Luigi Apolloni      |     |     |
| D           | 6  | Salvatore Matrecano | 41' |     |
| A           | 7  | Alessandro Melli    |     |     |
| C           | 8  | Daniele Zoratto     | 48' |     |
| C           | 9  | Marco Osio          |     |     |
| C           | 10 | Gabriele Pin        |     | 70' |
| AT          | 11 | Faustino Asprilla   |     |     |
| Střídání:   |    |                     |     |     |
| C           | 14 | Stefano Cuoghi      |     | 70' |
| Trenér:     |    |                     |     |     |
| Nevio Scala |    |                     |     |     |